# Société littéraire et scientifique de Castres
La Société littéraire et scientifique de Castres est une société savante de la ville française de Castres, réunissant les principaux érudits de la cité au milieu du XIXe siècle.

## Histoire

### Sa fondation
Cette société savante est fondée par l'historien Anacharsis Combes le 26 novembre 1856.

### Son fonctionnement
La Société littéraire et scientifique de Castres tient des séances tous les quinze jours, afin de discuter des projets en cours de chacun des membres, échanger ses points de vue sur les questions d'actualités, mais aussi des différents sujets proposés par les membres, et publie des Procès-Verbaux. C'est une association qui s'intéresse à un grand nombre de domaines, depuis les arts en général jusqu'à l'astronomie, en passant par la littérature, la botanique, l'étude du corps humain, l'archéologie, l'histoire, la géologie, la minéralogie, ou encore l'esthétique. Elle aborde plus spécialement l'étude de sujets historiques concernant la ville de Castres, ses bâtiments, ses personnalités, ainsi que celles des environs. À partir de 1858, elle met en place un concours afin de récompenser la qualité des manuscrits ou pièces archéologiques reçus en don par la Société. Cette même année, elle envoie Mr Cumenge la représenter au Congrès des délégués des Sociétés savantes de Paris, qui a lieu du 5 au 15 avril 1858.
Grâce au don de la part des habitants de la cité, la Société peut alors s'enorgueillir d'une certaine popularité, d'autant plus que le sous-préfet du Tarn assiste à la plupart des séances, où sont aussi invités régulièrement d'autres hommes importants, comme le président du tribunal ou le maire. De plus, ses membres ont ainsi pu réunir une collection non négligeable d'écrits de toutes sortes, tout autant que de vestiges archéologiques ou historiques. Ils entretiennent aussi des relations privilégiés avec d'autres sociétés savantes françaises, comme avec la Société météorologique de France, la société impériale archéologique du midi de la France, l'académie impériale de médecine, la Société de la Marne, la Société des antiquaires de Picardie, la Société botanique de France, ou encore la Société des antiquaires de France.

### Ses personnalités
Cette société réunit de nombreux hommes de lettres et personnalités de la ville de Castres et des environs, tels que :
- Le botaniste, archéologue, et géologue Alfred Caraven-Cachin ;
- Le peintre Joseph-Charles Valette ;
- Le botaniste Jean-Henri Dissiton de Gazel-Larambergue ;
- Le géologue et zoologue Léonce Roux (mort en 1860 à 24 ans, plus jeune membre de la Société)[3],[4];
- L'écrivain et biographe Magloire Nayral (mort en 1857, un an après la création de la Société) ;
- L'écrivain Victor Canet, qui est aussi secrétaire de la Société ;
- Le juriste Jules Lacointa ;
- Les amiraux Charles Jaurès et son frère Benjamin Jaurès (aussi oncles du célèbre Jean Jaurès)[5];
- David-Maurice de Barrau de Muratel (1821-1899), vice-président du conseil général du Tarn, ornithologue, membre de sociétés savantes

Elle entretient aussi un grand nombre de relations à travers toute la France, grâce à un certain nombre de membres honoraires:
- L'historien Arcisse de Caumont (17 avril 1857) ;
- L'éminent biologiste et anthropologue Jean Louis Armand de Quatrefages de Bréau (7 août 1857) ;
- L'écrivain Frédéric Mistral (20 mai 1859) ;

### Sa dissolution
La date de dissolution de la Société littéraire et scientifique de Castres n'est pas connue avec certitude. Néanmoins, une source affirme sa dissolution à 1877, et malgré la non-présence de procès-verbaux ultérieurs à 1860, la Société organisait encore son concours à la date du 1er mars 1865.